# 三义庙 (成都)

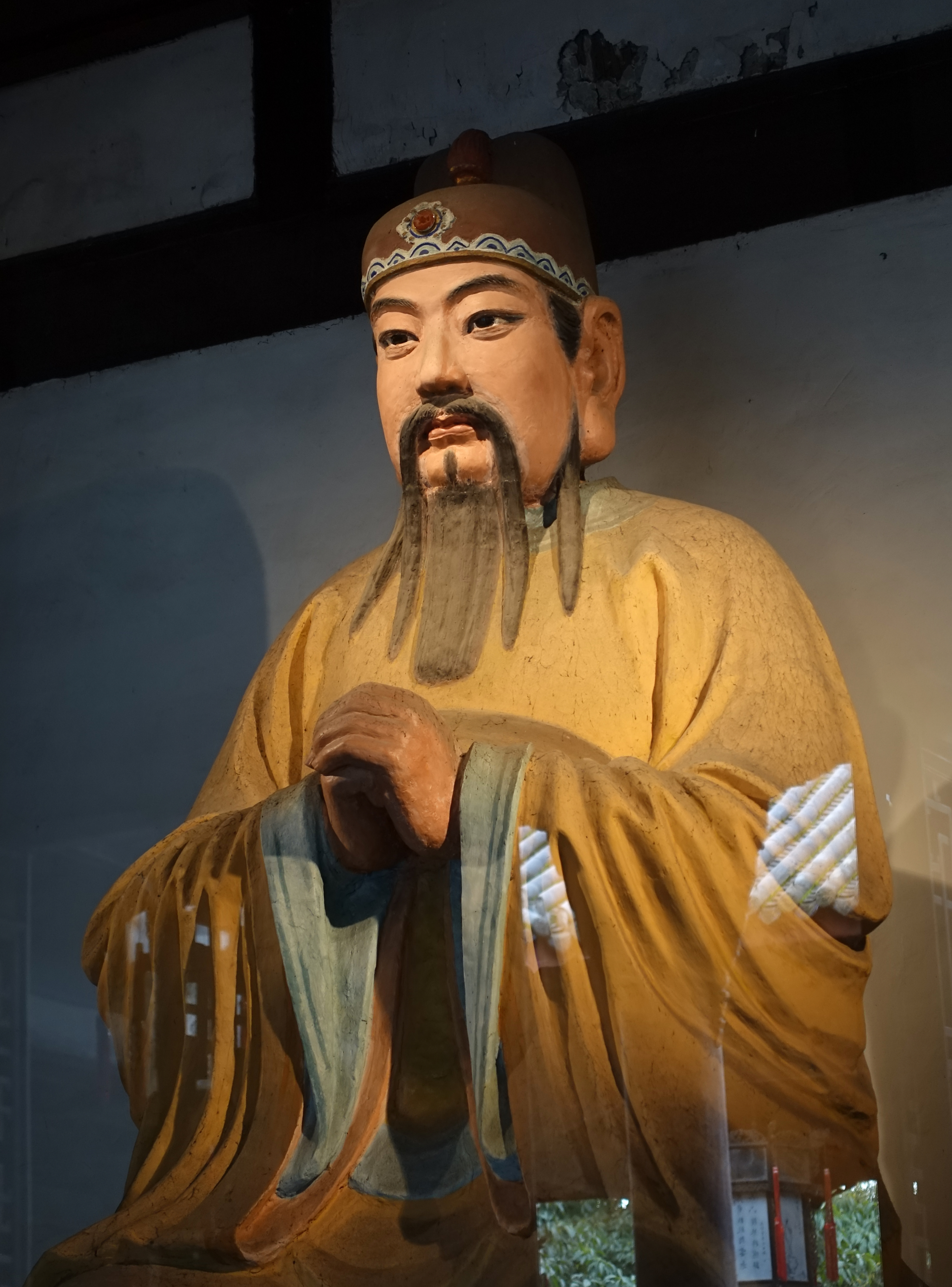
三义庙内的刘备像

三义庙，位于四川省成都市武侯区武侯祠内，始建于清朝康熙年间。原位于成都提督街，1997年因城建需要，迁建于武侯祠内，并于1998年1月重建完成。建筑构件、匾额等均采用原物。1981年公布为第一批成都市文物保护单位。
现三义庙由拜殿、大殿和两廊组成，大殿内塑有刘备、关羽、张飞的泥塑像。拜殿内有两组黑色大理石画像的石刻，分别刻有桃园三结义和三英战吕布。正殿五开间，屋架的样式属于抬梁式。大门内东侧挂有一个大钟，属于常见的礼器。大殿中部三间靠后墙处设神龛，内置泥塑像：刘备的泥塑像位于中间，高2.8米，东边的泥塑像为关羽，西边的泥塑像为张飞，高度皆为2.6米。